# U-Bahn-Station Zippererstraße
Die U-Bahn-Station Zippererstraße ist einer Station der Wiener U-Bahn-Linie U3. Sie befindet sich im 11. Wiener Gemeindebezirk Simmering und wurde mit der Eröffnung des letzten Teilstücks der U3 am 2. Dezember 2000 ihrer Bestimmung übergeben. Namensgeber ist die 1904 nach Georg Zipperer, einem Grundbesitzer in Simmering aus der Mitte des 19. Jahrhunderts, benannte Straße.
Die Station erstreckt sich zwischen dem Hyblerpark und der Simmeringer Hauptstraße und verfügt über einen Mittelbahnsteig, der in zwei getrennten Röhren angelegt ist. Zwei Quergänge verbinden die beiden Richtungsbahnsteige. Der südliche Ausgang führt zur Simmeringer Hauptstraße auf Höhe der namensgebenden Zippererstraße, wo sich die gleichnamigen Haltestellen der Straßenbahnlinie 71 befinden, ferner befindet sich hier mit 53 Metern die längste Rolltreppe im Wiener U-Bahn-Netz. Das nördliche Aufnahmegebäude befindet sich am Rand des Hyblerparks und verfügt aufgrund des starken Gefälles an dieser Stelle über Zugänge in zwei verschiedenen Niveaulagen. Der obere Zugang führt zur Eisteichstraße, der untere direkt in den Hyblerpark. Beide Ausgänge sind mit Aufzügen ausgestattet.

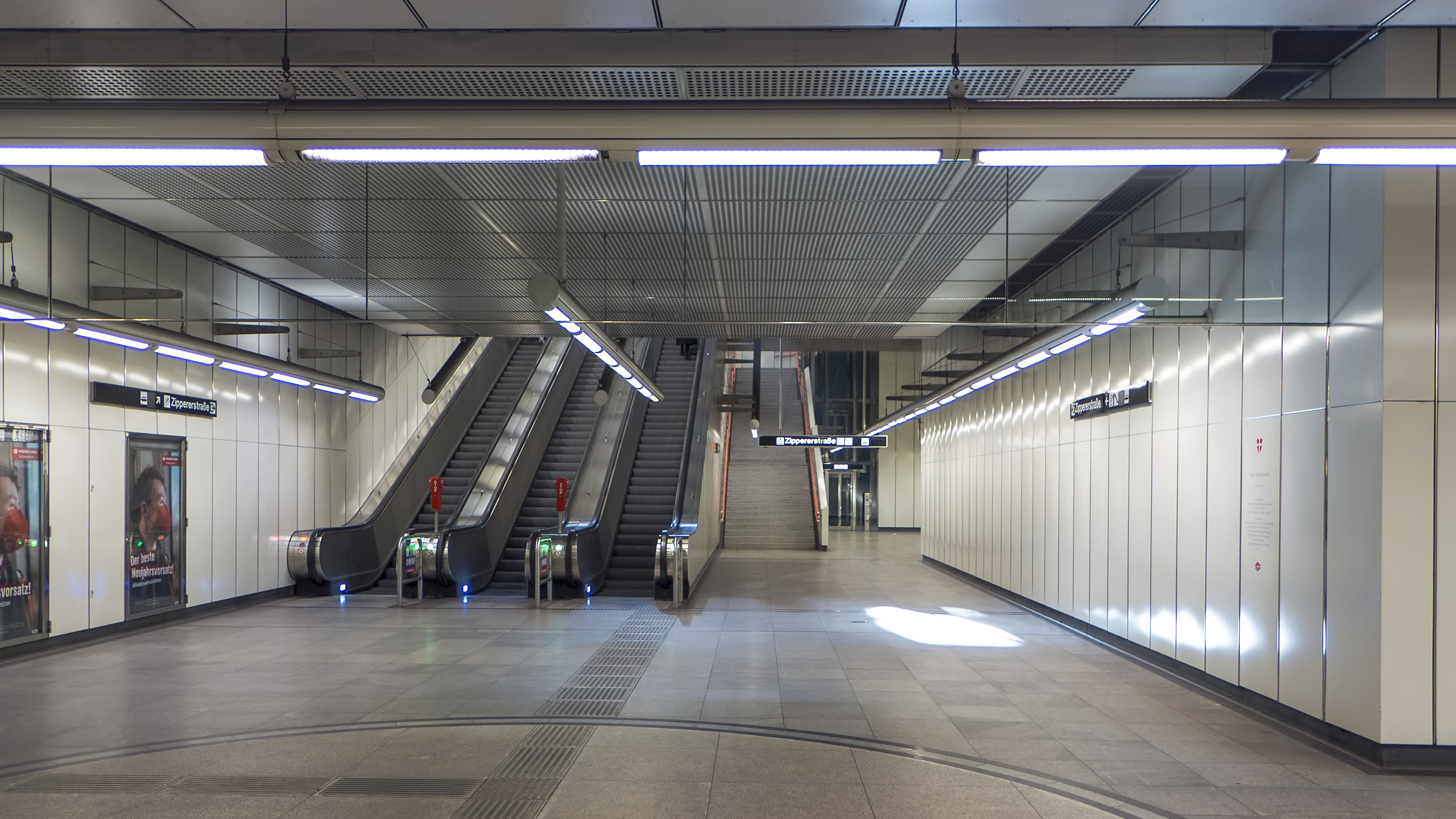
In der Station
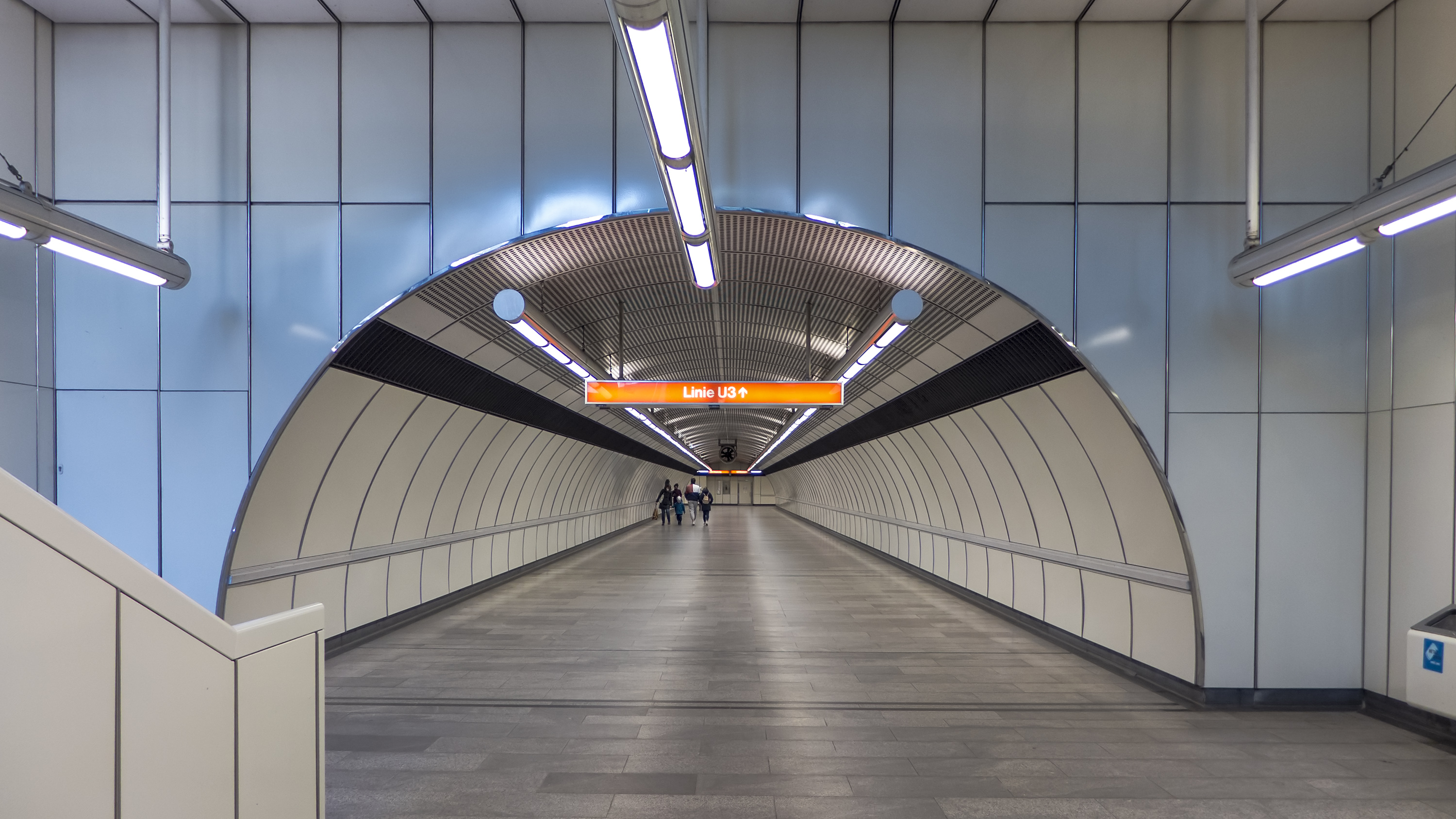
Durchgang in der Station
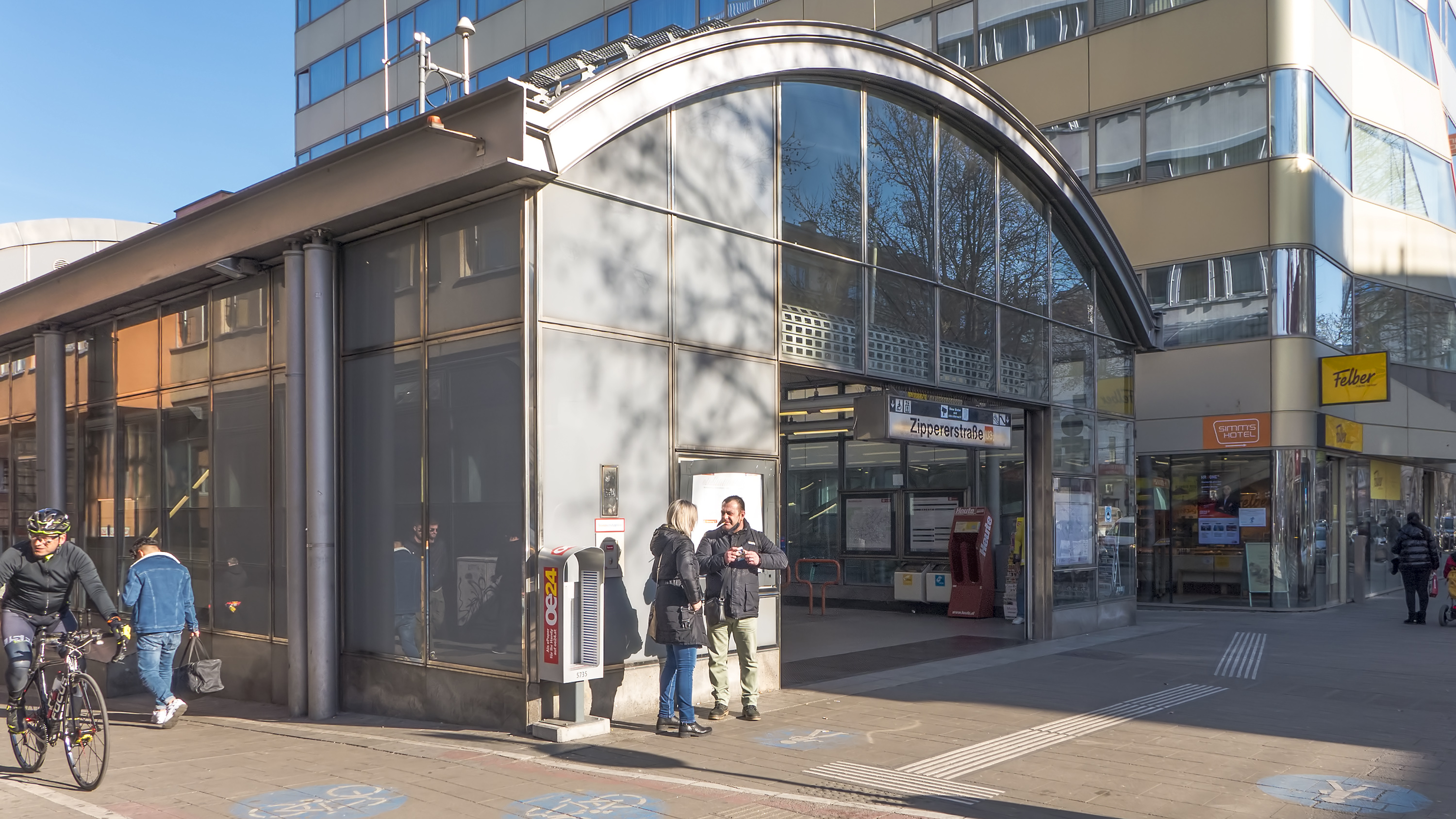
Ausgang Simmeringer Hauptstraße
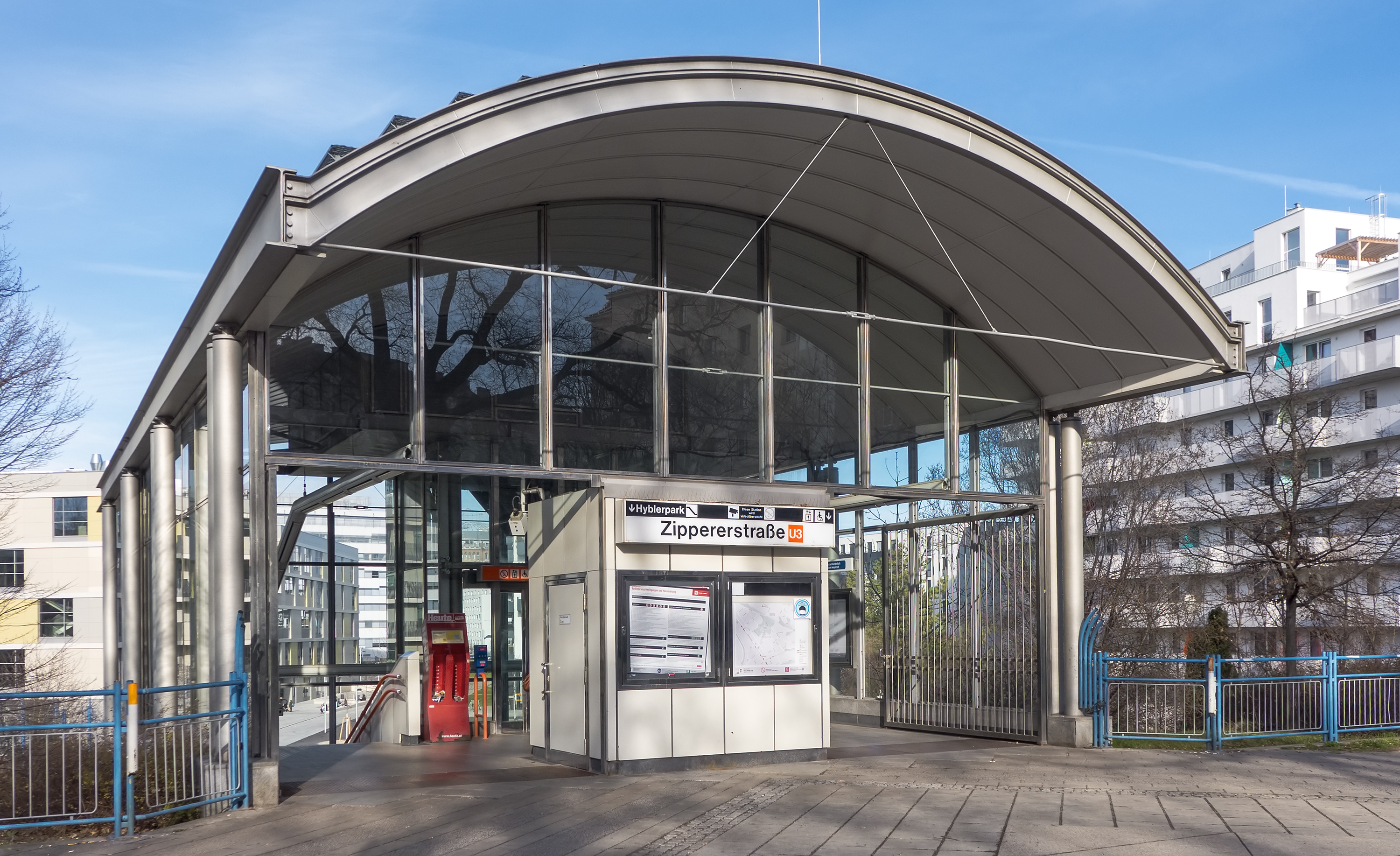
Ausgang Eisteichstraße
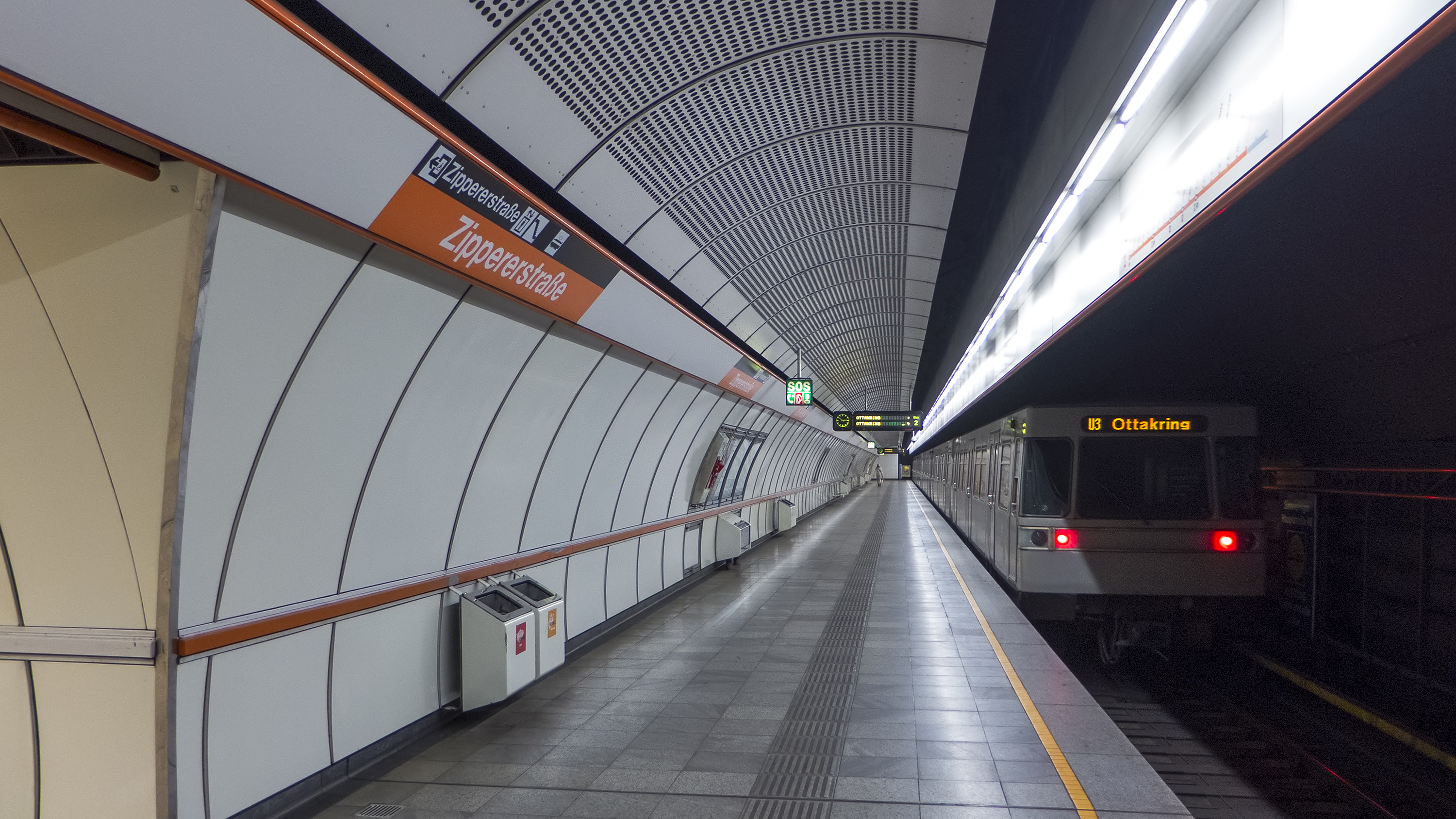
Bahnsteig Richtung Ottakring
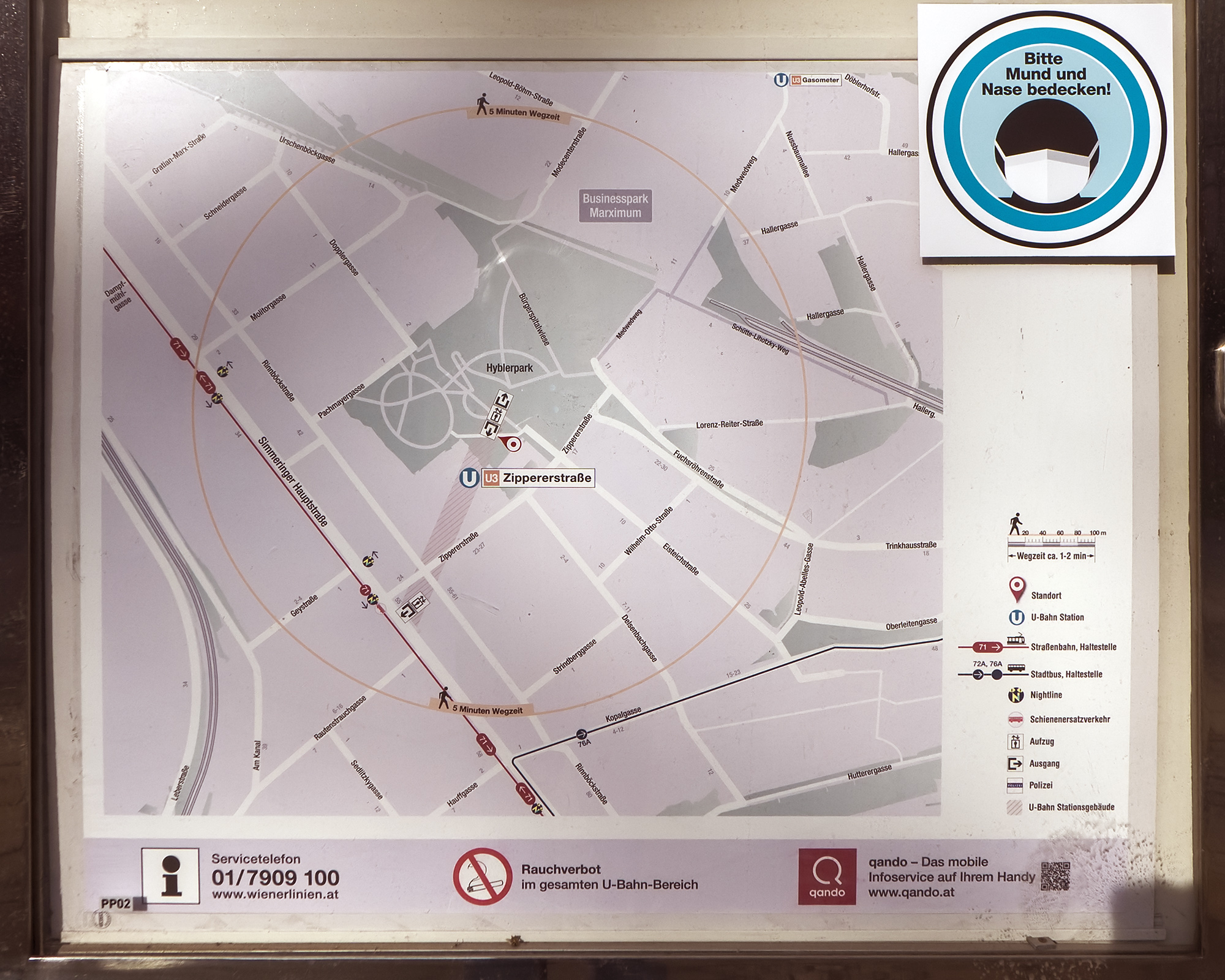
Umgebungsplan